# Kondor D 1
Kondor D 1 – niemiecki dwupłatowy samolot myśliwski z okresu I wojny światowej, zaprojektowany i zbudowany w niemieckiej wytwórni Kondor Flugzeugwerke w Essen. Z powodu niezadowalających osiągów maszyna nie weszła do produkcji seryjnej.

## Historia
Latem 1917 roku w zakładach Kondor Flugzeugwerke w Essen inżynierowie Paul Georg Ehrhardt i Walter Rethel stworzyli projekt dwupłatowego samolotu myśliwskiego, opracowany równolegle z pierwszym modelem tej firmy – trójpłatowym myśliwcem Kondor Dreidekker. Skrzydła połączone były słupkami w kształcie litery „V”, tak jak w myśliwcach produkcji zakładów Albatros. Jednodźwigarowy płat dolny był krótszy od górnego. Do napędu maszyny zastosowano silnik rotacyjny Gnome Monosoupape 9B.
Prototyp, nazwany nieoficjalnie Kondorlaus, został oblatany późną jesienią 1917 roku, jednak jego osiągi były niezadowalające. Mimo to myśliwiec wziął udział w drugim konkursie na samolot myśliwski w Adlershof w czerwcu 1918 roku. Po odejściu z wytwórni Paula Ehrhardta Walter Rethel przeprojektował samolot, tworząc wersję D 2.

## Opis konstrukcji i dane techniczne
Kondor D 1 był jednosilnikowym, jednoosobowym dwupłatem myśliwskim. Długość samolotu wynosiła 4,85 metra, a rozpiętość skrzydeł 7,6 metra. Powierzchnia nośna wynosiła 13,35 m². Masa pustego płatowca wynosiła 388 kg, zaś masa startowa – 568 kg. Wysokość samolotu wynosiła 2,4 metra. Napęd stanowił chłodzony powietrzem 9-cylindrowy silnik rotacyjny Gnome Monosoupape 9B o mocy 75 kW (100 KM). Maszyna osiągała pułap 5000 metrów w czasie 30 minut i 36 sekund.
Planowane uzbrojenie składało się z dwóch stałych zsynchronizowanych karabinów maszynowych LMG 08/15 kalibru 7,92 mm z zapasem 500 nabojów.